# Conflictul interetnic de la Târgu Mureș
Conflictul interetnic de la Târgu Mureș (cunoscut și ca Martie negru, în maghiară Fekete Március) s-a concretizat în confruntările grave care au avut loc între 19 martie și 21 martie 1990 la Târgu Mureș, în urma cărora cinci oameni și-au pierdut viața, sute de oameni au fost brutalizați și răniți, iar conviețuirea interetnică în Târgu Mureș a fost alterată considerabil pentru o perioadă de timp. Aceasta este considerată ca fiind prima coliziune interetnică cu decese din estul post-comunist al Europei.
Aceasta este considerată o diversiune etnică ce a avut la bază informația vehiculată fără temei real că Transilvania va fi preluată de Ungaria, constituind pretextul înființării Serviciului Român de Informații pentru a apăra unitatea națională a statului. Astfel, fostul Departament al Securității Statului a fost reactivat în mare măsură.
Uniunea Vatra Românească, înființată de mai puțin de șase săptămâni, a avut un rol important în degenerarea evenimentelor.

## Desfășurare

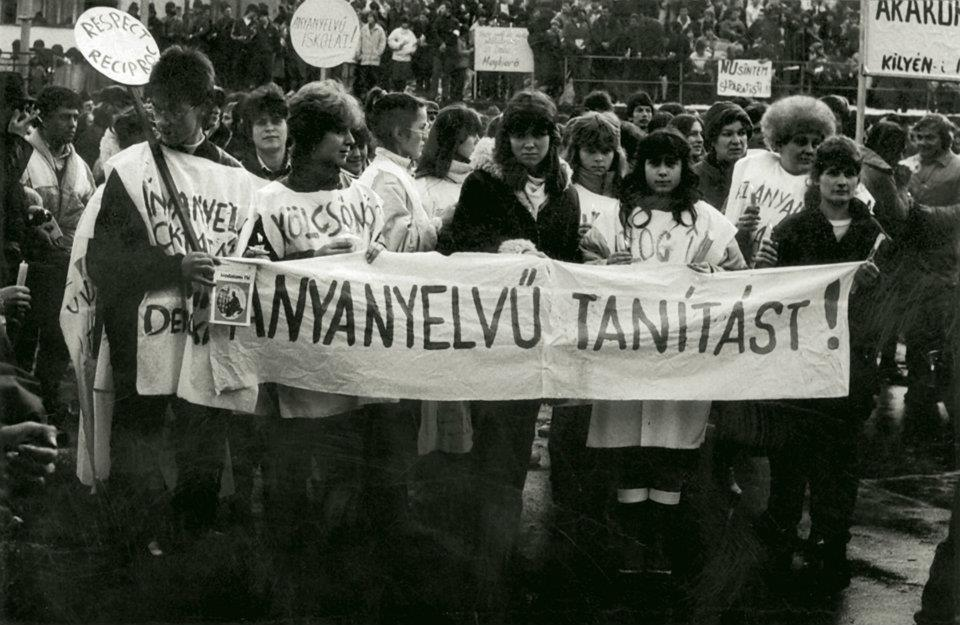
Demonstrație pentru educație în limba maghiară la începutul anului 1990.

În 20 ianuarie 1990 este dat publicității următorul comunicat. „În 18 ianuarie reprezentanții birourilor executive județean și municipal al FSN, al Inspectoratului Școlar Județean, precum și conducerile Liceului «Alexandru Papiu Ilarian» și a Liceului „Bolyai Farkas” au dezbătut posibilitățile satisfacerii propunerilor unor elevi și părinți. S-a ajuns la următoarea hotărâre. Începând cu data de 1 septembrie 1990, Liceul „Alexandru Papiu Ilarian” va funcționa cu limba de predare română, iar Liceul „Bolyai Farkas” cu limba de predare maghiară”.
În 21 ianuarie se semnalează primele proteste ale elevilor români de la liceul „Bolyai Farkas” și a părinților acestora împotriva separării stricte pe naționalități a celor două licee. Câteva zile mai târziu a urmat protestul cadrelor didactice, secția română de la același liceu. În același timp, elevii și profesorii maghiari solicitau ca această transformare să se facă imediat. În susținerea acestui deziderat, elevii maghiari au intrat în grevă, gestul lor fiind preluat de către studenții maghiari de la Institutul de Medicină și Farmacie din Târgu Mureș.
La 25 ianuarie 1990, de la Poșta din Târgu Mureș a fost difuzată o telegramă-apel cu un conținut falsificator și provocator: „Frați români, colegi din Poștă și Telecomunicații. (...) În unitățile noastre și altele din Târgu Mureș se procedează sistematic și abuziv la înlocuirea cadrelor de conducere la toate nivelurile cu unguri. Din școli au fost dați afară și brutalizați, scuipați, românii și cadrele didactice române”.
La data de 10 februarie 1990 la Târgu Mureș aproape 100.000 de etnici maghiari au participat la un marș al tăcerii, ținând în mână o carte și o lumânare. Participanții cereau reînființarea Universității Bolyai din Cluj, reorganizarea rețelei de școli cu predare în limba maghiară, dreptul de a folosi liber limba maghiară, un minister al naționalităților etc.
În data de 15 martie 1990 în localitățile cu o populație semnificativă maghiară are loc sărbătoarea de comemorare a luptei de libertate, a 142-a aniversare a revoluției maghiare antihabsburgice de la 1848. La aceste manifestări și-au anunțat prezența și oficialități din partea statului maghiar, existând și solicitări din partea autorităților maghiare ca la manifestările comemorative să participe ambasadorul ungar la București.
Potrivit autorităților din România la aceste evenimente aniversare, în mai multe localități din Ardeal, printre care Satu Mare și Târgu Mureș, cetățeni din Ungaria și cetățeni de etnie maghiară din România „au arborat, ostentativ, însemne și drapele ungare, au înlocuit inscripții în limba română și au instigat populația românească prin lozinci și cântece provocatoare” ..

## 16, 17, 18 martie-repetiția
Pe 16 martie 1990, la Farmacia nr. 28 din cartierul Tudor din Târgu Mureș a avut loc un incident antiromânesc potrivit cotidianelor Cuvântul liber și Adevărul, care preluase o știre a Agenției Rompres, șefa farmaciei, Kormoczy a înlocuit firma în limba română cu cea în limba maghiară, refuzând, de asemenea să-i mai servească pe cetățenii români care au protestat. De fapt, după cum s-a dovedit ulterior, firma a fost înlocuită de fapt cu o inscripție bilingvă, ceea ce era legal, iar cetățenii de naționalitate română au atacat-o pe Kormoczy și au amenințat-o cu moartea. Forțele de ordine nu au intervenit să aplaneze conflictul. 
Seara, o persoană neidentificată, sub influența alcoolului, a intrat cu Trabantul într-o coloană de manifestanți români. Dat fiind faptul că victimele au fost de naționalitate română s-a perpetuat ideea că autorul a fost un maghiar pe numele Nagy Samuel.
Câteva sute de etnici români din localitate s-au adunat în fața farmaciei și au scandat lozinci antimaghiare. Au trecut la ștergerea inscripției în limba maghiară. Mai târziu au început să-i agreseze pe etnicii maghiari. În acea zi au bătut un grup de reporteri din Ungaria care au încercat să-i filmeze. Poliția a intervenit foarte târziu, iar la sosirea echipajului de poliție, reporterii au fost conduși la Poliție.

## Martie 19 – primele evenimente sângeroase

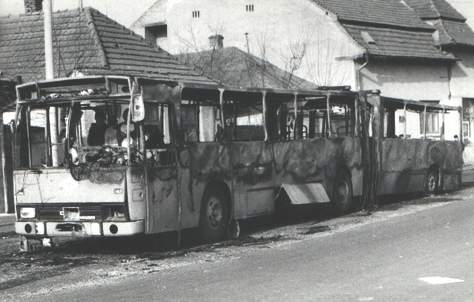
Autobuz incendiat.

În dimineața de 19 martie la orele 8 s-a întrunit Biroul județean al CPUN, pentru o nouă împărțire a atribuțiilor. Înspre ora zece, manifestanții români au solicitat demisia lui Kincses Előd, a lui Tőkés András, respectiv a lui Király Károly. Singurul prezent în Târgu Mureș era atunci Kincses Előd. După prânz sub presiunea mulțimii, dar și a reprezentanților județenei CPUN, Kincses a demisionat. În jur de ora 15, peste 100 de maghiari s-au adunat în fața sediului partidelor din strada Bolyai nr. 30, unde era sediul mai multor partide politice (PNL, PNȚ, etc.), dar și al UDMR, astăzi Curtea de Apel. Intenționau să-l reinstaureze pe Kincses. În același timp, transportați cu mai multe autobuze de la Reghin, Hodac, Ibănești, Toaca, etc., românii s-au îndreptat spre Studioul de Radio Târgu Mureș, la ora 16. Ajungând în dreptul sediului partidelor, au atacat pe ungurii rămași în clădirea sediului UDMR.

## Martie 20
În dimineața zilei de 20 martie, cele două tabere au început să se regrupeze, ajungându-se ca în centrul orașului să se desfășoare două mitinguri spontane.
În jurul amiezii erau masați pe de o parte peste 10 mii de maghiari, inclusiv veniți din Sovata și de pe valea Nirajului, din Acățari, Miercurea Nirajului, Eremitu ce ocupau partea de la Consiliul județean până la statuia lui Avram Iancu.
Pe cealaltă parte, 4000 de români, inclusiv veniți din Reghin și de pe Valea Gurghiului, din Ibănești, Hodac, Toaca ce ocupau partea de la Consiliul județean spre Catedrala mică.
În jurul orelor 14, Prefectura și Primăria au fost ocupate de UDMR și maghiari. Între timp, autobasculanta condusă de Marin Preda a capotat pe treptele Catedralei mici. Șoferul a fost lovit cu pietre și a pierdut controlul mașinii, retezând un stâlp de înaltă tensiune care i-a accidentat mortal pe Teodor Rusu, respectiv Kiss Zoltan, din comuna Gheorghe Doja.
În comuna Ernei, mai multe autobuze cu români de pe Valea Mureșului și a Gurghiului au fost oprite, incendiate, iar pasagerii molestați.
La scurt timp o masă de cetățeni de etnie maghiară din valea Nirajului și Sovata, veniți prin Eremitu, în jurul orei 20, coborând pe strada Bradului din Tîrgu Mures cu ajutorul a 3 camioane care au parcat in piața Bolyai și înarmați de asemenea cu bâte, topoare, cuțite și alte obiecte contondente, în grup organizat, au incendiat autobuzele celor din Reghin, Hodac și Ibănești. Grupul maghiar a reușit să incendieze toate autobuzele cu care veniseră noii combatanți și să-i agreseze pe săteni. Aceste momente au fost surprinse de aparatele de filmare ale cameramanilor prezenți în hotelul Grand, în fața căruia s-au desfășurat evenime
În centrul orașului a apărut un grup de romi care s-a alăturat maghiarilor, echilibrând raportul de forțe. În acel moment romii au scandat un slogan ce a intrat în memoria evenimentului: „Nu vă temeți, frați maghiari, țiganii sunt solidari!”.
În ziua următoare situația tensionată a continuat, fiind ridicate baraje pe ruta Târgu Mureș - Reghin, în localitățile Dumbrăvioara, Ernei și Sângeorgiu de Mureș cu scopul de a împiedica venirea spre Târgu Mureș a populației de etnie română. Alte baraje au mai fost instalate în municipiul Târgu Mureș și de asemenea pe ruta Târgu Mureș - Sovata, Râciu - Târgu Mureș și Band - Târgu Mureș.
În centrul Târgu Mureșului, ceea ce doar se prefigura nu a mai putut fi stopat. Cordonul de milițieni neînarmați nu i-au putut opri pe români sa atace pe maghiari. Ca urmare a atacului maghiarii care se aflau în fața prefecturii au fugit în prefectură și palatul culturii. Conflictul ce începea să semene cu un masacru general a izbucnit în jurul orei 16-17. S-au folosit drept arsenal de luptă sticle incendiare, bâte, furci, bile metalice, topoare, sulițe cu vârf metalic, săbii.

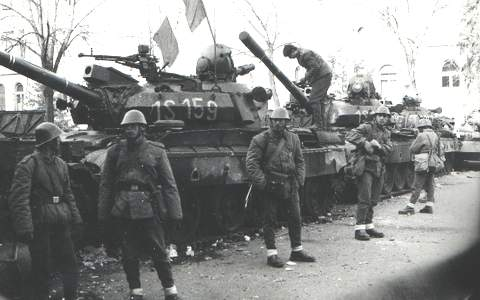
«Trupele românești au sosit în Târgu Mureș, dar nu au protejat maghiarii de atacul instigat de Vatra Românească în „Martie negru” din anul 1990.» (Citat din sursă)

În jurul orei 18, primele tancuri ale Diviziei 6 Tancuri și-au făcut apariția în zonă. Aprobarea de intervenție pentru aplanarea conflictului a fost dată târziu, iar încăierarea generală și scenele de coșmar erau deja consumate. Au fost așezate două rânduri de tancuri, sub comanda col. Ștefan Damian, între cele două părți combatante. Prezența Armatei nu a calmat spiritele, dar violența atacurilor în valuri a scăzut în intensitate. În jurul orelor 22-23, grupurile au început să se împrăștie. Conflictul se încheiase. S-a dat ordin să fie blocate toate intrările în oraș, să fie legitimate toate persoanele, oprite și verificate mașinile care încercau să intre și să iasă din oraș. Situația era sub aparent control.

## Ecou în mass-media
Revenind la Mihăilă Cofariu presa națională și internațională a prezentat în primă fază un caz din centrul Transilvaniei unde agresorii români au bătut mai mulți cetățeni maghiari printre care și un cetățean de etnie maghiară îmbrăcat într-un pulover verde. Imaginile prezentate atunci îl aveau în prim plan pe cel îmbrăcat în verde și menționau ura cetățenilor români față de tot ce are legătură cu ungarii inclusiv culoarea verde prezentă pe steagul Ungariei.
Imaginile filmate de un cameraman irlandez au fost redate și comentate până în momentul în care a fost dezvăluită identitatea celui bătut chiar și atunci când era căzut la pământ și nu mai mișca: un român din Ibănești. Ulterior, analizând filmele prezentate agresorul a fost identificat în persoana lui Barabás Ernő. La scurt timp după evenimentele din 20 martie acesta a părăsit România, fugind în Ungaria.
Singurul adevăr de necontestat până în acest moment al acestor evenimente e că doi oameni au fost nenorociți: în 19 martie András Sütő este rănit și își pierde un ochi, iar pe 20 martie Mihăilă Cofaru este bătut până aproape de moarte.
Rezultatul acestor confruntări poate fi descris astfel în date: 5 morți – 3 maghiari și 2 români, 278 de răniți. O biserică ortodoxă incendiată, iar sediul local al partidului UDMR vandalizat.
Rezultatul oficial al anchetei este următorul: 30 de persoane au fost trimise în judecată, iar alte 21 au fost arestate, în cursul urmăririi penale - 12 romi, 8 maghiari și un român. Tribunalul a pronunțat sentințe de penalizare pentru mai multe persoane: unguri (1) și romi (7). Procurorul Liviu Moica, cel care s-a ocupat de acest caz a declarat câțiva ani mai târziu: „Am audiat o grămadă de victime, martori, dar nu am avut condamnați. 1-2 incendiatori s-au spânzurat, 4-5 au fugit în Ungaria. Dosarele cu omor deosebit de grav au rămas cu AN (autor necunoscut). Faptele nu s-au prescris, dar nu cred ca se va mai face nimic”.
La 1 septembrie 1992 a fost emisă o sentință de executare a 10 ani de închisoare, pentru Ernő Barabás, cel care l-a agresat pe Mihăilă Cofariu. În februarie 2007 Tribunalul Mureș a emis un mandat de arestare european pe numele lui Ernő Barabás. Deși autoritățile române l-au condamnat pe Ernő Barabás pentru tentativă de omor și ultraj contra bunelor moravuri, fiind aflată adresa acestuia din Ungaria cu ajutorul Interpol-ului, autoritățile maghiare nu doresc extrădarea acestuia, Kincses Elod, avocatul părții urmărite, afirmând: „După mine, Barabás Ernő nu va fi arestat, fiindcă organele maghiare nu-l vor extrăda”.
În anul 2006, Comisia Prezidențială pentru Analiza Dictaturii Comuniste din România a propus șefului statului să ia în considerație necesitatea de a analiza în mod riguros și științific mai multe evenimente petrecute în legătură cu regimul comunist, printre care și diversiunea etnică de la Târgu-Mureș din martie 1990.

## Memorie
În 27 martie 2021, comunitatea de limbă maghiară din Sângeorgiu de Mureș a inaugurat, la limita dintre cimitirele romano-catolic și reformat din localitate, un monument închinat victimelor, răniților și persecutaților în urma confruntării din martie 1990, eveniment rămas în memoria comună sub denumirea de „Martie negru”. În opinia organizatorilor ceremoniei de dezvelire a monumentului, acesta „comemorează prin simboluri maghiare, rome și universale faptul că, în urmă cu 31 de ani, romii de limbă maghiară din Sângeorgiu de Mureș s-au alăturat comunității maghiare din Târgu-Mureș, care a fost atacată” și „evocă de asemenea intervenția locuitorilor din Sângeorgiu de Mureș, care au încercat, cu baricade ridicate pe drumul național, să blocheze accesul în Târgu-Mureș al autobuzelor și camioanelor cu țărani români întărâtați, veniți din sate mai îndepărtate”. Viceprim-ministrul ungar Zsolt Semjén a trimis un mesaj cu ocazia dezvelirii, fiind citit de consulul general al Ungariei la Miercurea Ciuc, László Tóth.

## Veziși
- Uniunea Vatra Românească